# La mala
«La mala» (estilizado en mayúsculas) es una canción grabada por la cantautora mexicana Belinda, fue lanzada por Warner Music México como el tercer sencillo de su quinto álbum de estudio, Indómita (2025).

## Antecedentes
La canción aborda su experiencia personal de ser expuesta y juzgada públicamente, especialmente tras su relación con el cantante Christian Nodal. Belinda narró en una entrevista que se sintió muy identificada en la historia, ya que parte de como el público la ha tintado de ser despiadada, una mala mujer, mala persona, a lo que ella comenta que no la conocen, y esta canción es una respuesta a las personas que la juzgaron de esta forma.

### Composición
La letra del sencillo está cargada de mensajes que aluden a sus romances polémicos y a sus críticos. Además, contiene algunas partes explícitas, lo que ha llevado a que se le coloque la etiqueta de Explicit Content de Parental Advisory. Con la canción, Belinda también buscó transmitir un mensaje de empoderamiento para las mujeres, alentándolas a sentirse fuertes y seguras, en una entrevista dijo: «Es un personaje de una mujer a la que le tiran hate y ella es como una bruja, la bruja del lugar que todo el mundo está juzgando», esto hace referencia a la imagen que le han construido en redes sociales. En una entrevista para Spotify México, la cantante reveló detalles sobre el sencillo y explicó que lo que más le gusta de la canción es su fusión única de ritmos, que combina elementos regionales con trap.

## Video musical
El video «La mala», de tres minutos con 17 segundos de duración, muestra a Belinda en un viaje visual cargado de simbolismo y crítica social. Desde el inicio del video, Belinda se presenta con una imagen evocadora de María Magdalena, una figura histórica y religiosa conocida por haber sido objeto de juicios y críticas, este simbolismo resalta el tema central de la canción, que trata sobre la experiencia dolorosa de ser expuesta y criticada sin piedad. También se ve a mujeres haciendo una máscara tejida para Belinda, simbolizando cómo los medios de comunicación han tratado de crearle una imagen de ella que no la representa; en la multitud, estas personas también la quieren linchar pese a que son ellas las que construyeron esa narrativa. Estas imágenes ilustran cómo se ha fabricado una identidad distorsionada que oculta su verdadera esencia. El video fue dirigido por Salomón Simhon.

## Formatos
| Descarga digital |           |          |  |
| N.º              | Título    | Duración |  |
| 1.               | «La mala» | 2:24     |  |

## Posicionamiento en listas
| Lista (2024)                             | Mejor posición |
| ---------------------------------------- | -------------- |
| México (Monitor Latino)                  | 1              |
| México (Monitor Latino - Pop)            | 1              |
| México (Monitor Latino - Internacional)  | 3              |
| Bolivia (Monitor Latino - Popular)       | 9              |
| Chile (Monitor Latino - Popular)         | 12             |
| Costa Rica (Monitor Latino - Popular)    | 9              |
| Ecuador (Monitor Latino - Popular)       | 15             |
| Internacional (Monitor Latino - Popular) | 5              |
| México (Los 40)                          | 3              |
| Estados Unidos (Los 40)                  | 35             |
| Lista anual (2024)                       | Posición       |
| México (Monitor Latino)                  | 52             |
| México Pop (Monitor Latino)              | 36             |
| Internacional Popular (Monitor Latino)   | 79             |

## Premios y nominaciones
| Premiación                   | Año  | Categoría             | Resultado | Ref.   |
| ---------------------------- | ---- | --------------------- | --------- | ------ |
| Bogotá Short Film Festival   | 2024 | Mejor videoclip       | Ganador   | [ 22 ] |
| Berlin Music Video Awards    | 2025 | Mejor director        | Nominado  | [ 23 ] |
| Vienna Shorts Film Festival  | 2025 | Video musical icónico | Ganador   | [ 24 ] |
| Tokyo Lift-Off Film Festival | 2025 | Mejor video musical   | Ganador   | [ 25 ] |
| Tokyo Lift-Off Film Festival | 2025 | Mejor post producción | Ganador   | [ 25 ] |